# Gholam Reza Ghassab
Gholam Reza Chale Ghassab (pers. غلام رضا خاله قصاب; ur. 21 marca 1956) – irański zapaśnik w stylu klasycznym. Olimpijczyk z Montrealu 1976, gdzie odpadł w eliminacjach w wadze 62 kg.